# Branderfleck-Formation
Die Branderfleck-Formation ist eine klastische, synorogen entstandene, sedimentäre Formation, die im Alpenorogen in den Nördlichen Kalkalpen während der Oberkreide abgelagert wurde. Ihre Gesamtmächtigkeit unterliegt sehr starken Schwankungen und liegt zwischen weniger als 80 und mehr als 150 Meter.

## Bezeichnung

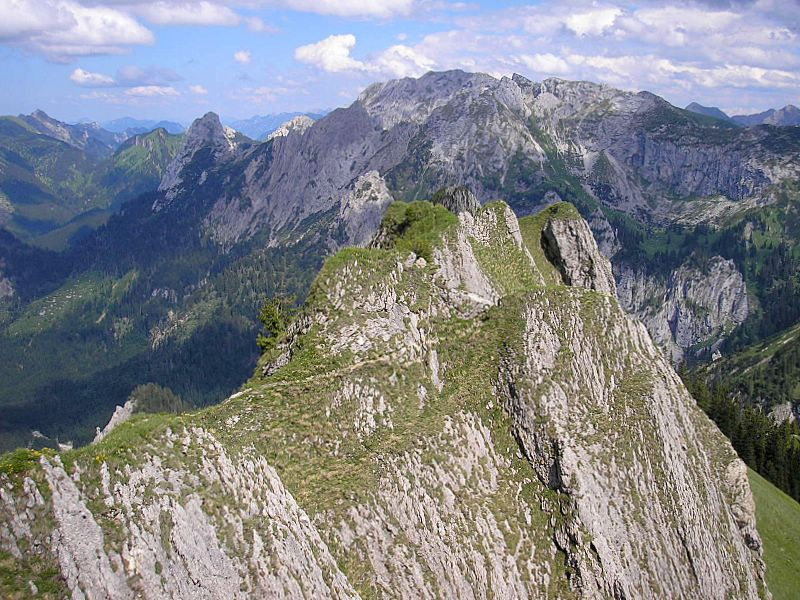
Der aus Hauptdolomit aufgebaute Branderschrofen-Ostgrat. Die Typlokalität der Branderfleck-Formation liegt 500 Meter rechts unterhalb am Sattel zur Ahornspitze (1784 m).

Die Branderfleck-Formation ist nach ihrer Typlokalität benannt. Das Typusprofil befindet sich am Branderfleck-Sattel – etwa 700 Meter südöstlich des Branderschrofens (1881 m) im Ammergebirge. Vom Branderschrofen sind es rund 4 Kilometer bis Schwangau im Nordwesten.

## Erstbeschreibung
Die Branderfleck-Formation wurde an der Typlokalität als Branderfleckschichten wissenschaftlich erstmals im Jahr 1980 von Reinhard H. Gaupp beschrieben. Die Formation ist aber schon seit dem ausgehenden 19. Jahrhundert als Orbitolinen führendes Gestein bekannt (Orbitolinenschichten) und wurde bereits 1865 von L. Hertle, 1882 von F. Toula und 1897 von A. Bittner erwähnt. Bittner hielt die Formation 1907 erstmals auch kartographisch fest. Oft wird die Formation von Alpengeologen auch nur als Cenomanium bzw. Cenoman bezeichnet.

## Vorkommen
Der anfangs nur auf den Westteil der Nördlichen Kalkalpen beschränkte Schichtkomplex mit seinen charakteristischen Sedimenten (Blockbrekzien, Turbidit-Serien, Olisthostrome) konnte später auch in weiter östlich gelegenen Profilen erkannt werden. Das Vorkommen der Branderfleck-Formation erstreckt sich somit von den Allgäuer Alpen bis zum Wienerwald. Im Westen gehört sie zur nördlichen Lechtal-Decke, im Osten zur äquivalenten nördlichen Lunzer Decke. Die Formation kann im Westen aber auch in der Allgäu-Decke auftreten, wobei sie in diesem Fall konkordant aus der Losenstein-Formation hervorgeht. Sie erscheint überdies im Falkensteinzug und in der Cenoman-Randschuppe, in der sie sehr wahrscheinlich bis zu 250 Meter mächtig wird.
Bekannte Fundstellen sind neben der Typlokalität die Stoffel-Mühle bei Pfronten, der Neuweid-Graben 7 Kilometer westlich von Linderhof, der Martins-Graben und der Dreisäuler-Graben nordwestlich von Linderhof, an der Kaltwasser-Laine und der Wetzstein-Laine östlich von Ohlstadt, der Saulach-Graben östlich von Kochel, die Roßstein-Almen bei Glashütte, in der Regauer Mulde bei Bayrischzell, entlang der Urschlauer Achen bei Ruhpolding, in Österreich an der Pichlbaueralm in den Weyerer Bögen, bei Marktl 3 Kilometer nordnordöstlich von Lilienfeld in der Nähe von St. Pölten und andere mehr.
In der Bohrung Obermoos TH-1 5 Kilometer südwestlich von Salzburg aus dem Jahr 1990 wurde die Branderfleck-Formation unter quartärer Bedeckung und flach liegender Gosau auf einer Teufe von 456 bis 601 Meter angetroffen.
Teile der früher als Walserbergserie bezeichneten Gesteine im Grenzbereich Flyschzone zu Kalkalpennordrand bei Salzburg dürften Reste von Branderfleck-Formation der Lechtal-Decke darstellen.
Gegen Osten zu sind zwischen Salzburg und den Weyerer Bögen in weiten Bereichen kaum Reste von Branderfleck-Formation mehr gegeben. Dies wird durch den Tirolischen Bogen bedingt, der das Bajuvarikum durch tirolische Decken in Salzburg-Oberösterreich weitläufig überdeckt. Ein weiterer Grund dürfte die tektonische Zerscherung entlang von Seitenverschiebungen am Kalkalpenrand (beispielsweise durch das Innsbruck-Salzburg-Amstetten-Störungssystem – ISAM) sein.

## Einführung
Seit dem Oberjura vor rund 160 Millionen Jahren hatte sich am Südrand der Nördlichen Kalkalpen unter einem transpressiven, sehr wahrscheinlich links verschiebenden, tektonischen Regime die Tethyssutur etabliert. Im Verlauf der Unterkreide wechselte der Kompressionsgürtel allmählich und schrittweise von den höheren tektonischen Einheiten im Süden (Juvavikum) ins Tirolikum und ins Bajuvarikum über. Die beginnende synorogene Sedimentation belegt dieses Nordwandern für die jeweiligen tektonischen Einheiten. So begann beispielsweise im Tirolikum und im höheren Bajuvarikum (Lechtal-Decke und Äquivalente) ab dem Oberen Valanginium vor rund 138 Millionen Jahren die Ablagerung der sich durch Tiefwasserklastika auszeichnenden Rossfeld-Formation. Während des Aptiums vor rund 120 Millionen Jahren wanderten die synorogenen Fazies zu den tektonisch tiefer liegenden Einheiten der Nördlichen Kalkalpen – zur Allgäu-Decke und zur Cenoman-Randschuppe im Norden. Abgesetzt wurden Mergel und Schwarzschiefer der Tannheim-Formation, gefolgt ab dem Mittleren Albium vor zirka 105 Millionen Jahren von siltigen Mergeln, turbiditischen Sandsteinen und verschiedenen, an exotischen Klastika reichen Tiefwasserkonglomeraten der Losenstein-Formation. Das terrigene Material dieser Formationen – darunter auch ophiolithischer Detritus – lässt auf ein neues, im Norden gelegenes Provenanzgebiet schließen. In der westlichen Lechtal-Decke wurde zwischen dem Aptium und Albium die turbiditische Tonstein/Sandsteinabfolge der Lech-Formation sedimentiert. Bei ihr sprechen jedoch Paläoströmungsdaten auf ein Liefergebiet im Süden, das wahrscheinlich mit dem der Rossfeld-Formation identisch sein dürfte. Die Lavant-Formation im Drauzug zeigt während des Aptiums/Albiums einen vergleichbaren Faziestrend von Tiefwasserkalken hin zu distalen terrigenen Turbiditen. Einen weiteren Schritt in der synsedimentären, synorogenen Deformationsgeschichte ab dem Cenomanium vor 100 Millionen Jahren auf der externen Lechtal-Decke und ihren östlichen Stellvertretern (Lunzer Decke und Reichraminger Decke) stellt schließlich die Branderfleck-Formation dar, in welcher erstmals Brekzien diskordant über ihren Untergrund transgredierten.

## Stratigraphie und Lithologie
Den Untergrund der Branderfleck-Formation bildet gewöhnlich Hauptdolomit, der aber auch durch Wettersteinkalk, Plattenkalk oder Jura-Kieselkalk ersetzt sein kann. Belege für eine Auftauchphase des Untergrundes vor der Sedimentation der Branderfleck-Formation sind nicht direkt nachzuweisen, allerdings sprechen der Abtrag von zumindest einigen Zehnermetern an Jura und Unterkreideschichten sowie die unregelmäßige Basisfläche, die auf Verkarstung zurückzuführen sein könnte, doch für eine subaerische Exposition und Erosion (so beispielsweise in der Lunzer Decke).
Beiden Bereichen gemeinsam – sowohl dem deutschen als auch dem österreichischen – ist der rasche Übergang von Seichtwassergesteinen an der Basis in eine Tiefwasserfazies spätestens ab dem Späten Turonium.

### Deutscher Bereich
Die Branderfleck-Formation beginnt am Typusprofil mit einer basalen Blockbrekzie, die mit unsicherer Mächtigkeit entweder dem Hauptdolomit der nördlichen Lechtal-Decke auflagert oder über diesen transgrediert. Hierüber folgen rote Tone und ockerfarbene Mergel, die teilweise sandig sind (Sandmergel). Teils finden sich schöne Strömungsmarken (Englisch flute casts) auf den Unterseiten der Mergelbänke. Nach einer weiteren bedeutenden Blockbrekzienlage schließt die Serie mit Tonen/Mergeln. Die Blockbrekzien sind aus Olisthostromen hervorgegangen bzw. repräsentieren massive Turbiditbänke mit zwischengeschalteten sandigen Mergeln. Die Tone/Mergel des Hangenden können als eintönige graue Mergel mit Turbiditbänken angesehen werden.
Reinhard Gaupp (1980) wies die Flachwasserabfolge von Brekzien und Schelfsandsteinen des Liegenden den Unteren Branderfleckschichten zu, wohingegen er die Tiefwasserabfolge des Hangenden mit Turbiditen, Rutschmassen, Brekzien, Mergeln und Tonsteinen als Obere Branderfleckschichten bezeichnete. Er schlug 1981 folgende stratigraphische Einteilung vor:
- Obere Branderfleckschichten
  - Oberer Mergel-Abschnitt (IV) – Mittleres bis Oberes Turonium
- Untere Branderfleckschichten
  - Blockbrekzien-Abschnitt (III) – Unteres bis Mittleres Turonium
  - Unterer Mergel-Abschnitt (II) – Mittleres bis Oberes Cenomanium
  - Basal-Abschnitt (I) – Unteres bis Mittleres Cenomanium

Diese vier Abschnitte sind ausgesprochen selten alle verwirklicht. So zeigt die Typlokalität nur die Abschnitte III und IV. Ein vollständiges Profil ist am Bockstall zirka 4 Kilometer ostnordöstlich des Branderschrofens zu sehen.
Die vorherrschend grobklastischen Unteren Branderfleckschichten werden ausschließlich aus den Abtragungsprodukten mesozoischer Karbonatgesteine der Lechtaldecken-Stirnantiklinale aufgebaut. Polymikte Brekzien, Megabrekzien, Kalkarenite und Olisthostrome dieser Serie erlauben eine Rekonstruktion der sich mit den bathymetrischen Verhältnissen rasch verändernden Ablagerungsmilieus und der synsedimentären tektonischen Bewegungen. Erst in den Oberen Branderfleckschichten wurde wieder allothigener (ortsfremder, in einem anderen Ablagerungsraum gebildeter) Detritus, u. a. mit ultrabasischem Material, aus einem externen Liefergebiet zugeführt. Die Sedimentation während des Turons leitet über zur Gosau-Sedimentation, die vergleichbares klastisches Material auf noch weiter südlich gelegene, höhere Teildecken der Kalkalpen zur Ablagerung brachte.
Die Branderfleck-Formation kann lokal gegenüber dem oben angeführten Standardprofil mehr oder weniger starke Abweichungen zeigen. Gemeinsam ist jedoch allen aufgenommenen Profilen das deutliche Vorherrschen oft bunter, pelitischer Sedimente mit Einschaltungen von turbiditischen Sandsteinen und gröberklastischen Resedimenten. Der Basal-Abschnitt wird von Kalkareniten mit psammitischen Einschaltungen und von Blockbrekzien dominiert. Im Hangenden erscheinen erstmals Mergel und Silsteine, die sodann im Unteren Mergel-Abschnitt die Oberhand gewinnen. Erste turbiditische Psammitlagen charakterisieren dann den oberen Teil der Mergelpartie. Im bis über 150 Meter mächtig werdenden Blockbrekzien-Abschnitt erringen Blockbrekzien gegenüber Mergeln und Siltsteinen die absolute Vorherrschaft. Der Obere Mergel-Abschnitt zeichnet sich neben einer eindeutigen Mergel-Siltstein-Hintergrundsedimentation und weiteren Turbiditlagen durch Konglomerate sowie durch Geröllpelite-führende Olisthostrome aus.

### Österreichischer Bereich
In Niederösterreich bei Marktl erscheinen über basalen Dolomitbrekzien sodann Sandsteine, Siltsteine und dunkel bis mittelgraue Mergelsteine mit polymikten Brekzienlagen. Die basalen Dolomitbrekzien gehen graduell aus anstehendem Hauptdolomit hervor und können als submarine, „mass-flow talus“-Bildungen (Massenstromfächer) mit geringen Transportweiten angesehen werden – wie die eckigen Komponenten sowie die spärliche Orbitolinen-Führung belegen. Die Brekzien setzen sich aus Hauptdolomit und wechselnden Anteilen von Kalken (u. a. Hierlatzkalk, Schrambach-Formation) zusammen. Dazu sind distinkte Komponenten von gleichalten Flachwasserkalken und Schuttkalken vorhanden, die durch ihre Fossilführung, vor allem Orbitolinen und Corallinaeceen, sowie typische, angebohrte Gerölle gekennzeichnet sind. In den mergelreichen Abschnitten treten immer wieder größere (Kalk-)Schollen als Olistolithe auf. Im Hangenden schließlich gehen die mergelreicheren Abschnitte wieder in Sandsteine mit Konglomeratlagen über. Die Konglomerate sind als 1 Meter mächtige Lagen in die Sandsteine eingeschaltet. Die graublauen, bräunlich verwitternden Sandsteine zeigen wechselnde Anteile von Orbitolinen bis zu Orbitolinenlumachellen.

## Ablagerungsbedingungen
Die auftretenden basalen Brekzien und Blockschichten sind, auf Grund des Auftretens von Orbitolinen, als vollmarin zu interpretieren. Belege für eine starke marine Überarbeitung in einem Küstenbereich, wie etwa Zurundungen, fehlen weitgehend. Die Foraminiferenfaunen mit wesentlichen Planktonanteilen in den zwischengeschalteten Mergeln weisen auf Ablagerungstiefen des mittleren bis äußeren Schelfs, in den mergelreichen Intervallen des Hangenden auf äußeren Schelf bis oberes Bathyal, wahrscheinlich im Vorfeld einer Steilküste. Die Blockschichten mit großen Olistholithkomponenten können nur durch submarine Massenströme abgelagert worden sein. Insgesamt ist somit eine sukzessive Absenkung des Ablagerungsbereichs zu erkennen.

## Beziehungen zur Gosau-Gruppe
Sowohl in den westlichen Kalkalpen als auch in den Weyerer Bögen der östlichen Kalkalpen sind Branderfleck-Formation und Gosau-Gruppe klar voneinander zu trennen, obwohl sie sich in ihrer (chrono-)stratigrafischen Reichweite durchaus überschneiden können. Dennoch können Seichtwassergesteine der Gosau (in Gosaufazies) in Tiefwasserabfolgen der Branderfleck-Formation als Olistolithe umgelagert werden. Diese belegen damit ein Naheverhältnis der Gosau-Gruppe zur Branderfleck-Formation, wobei faziell Seichtwasser (Gosau-Gruppe im Süden) von Tiefwasser (Branderfleck-Formation im Norden der Lechtal-Decke) getrennt werden kann. Stratigraphisch ist die Überschneidung vom Späten Turonium bis in den Grenzbereich Santonium/Campanium gegeben. Umgekehrt können aber auch Gerölle von Sandsteinen der Branderfleck-Formation innerhalb des Campaniums der Gosau-Gruppe beobachtet werden, so z. B. in den Weyerer Bögen.
Jedoch bildet am Nordrand der Gießhübler Mulde (zwischen Lilienfeld und Gießhübl) eine wahrscheinlich limnisch-brackisch beeinflusste Abfolge (Turonium) inklusive Vernedienkalken und Konglomeraten einen womöglich konkordanten Übergang von der Branderfleck-Formation zur Gosau-Gruppe.
Konrad F. Weidich sieht den Grund der räumlichen Abtrennung von Branderfleck-Formation und Gosau-Gruppe im Vorhandensein einer Schwellenregion. Diese Oberaudorfer Schwelle bestand ab dem Cenomanium bis ins Santonium und trennte ab dem Coniacium die Branderfleck-Schichten im Norden von den altersgleichen Gosau-Sedimenten im Süden. Die aus olisthostromatischen Sedimenten hervorgegangenen Olistholithe in Flachwasser-Fazies innerhalb der Branderfleck-Formation wurden von dieser im Süden gelegenen Schwellenregion bezogen.

## Fossilinhalt

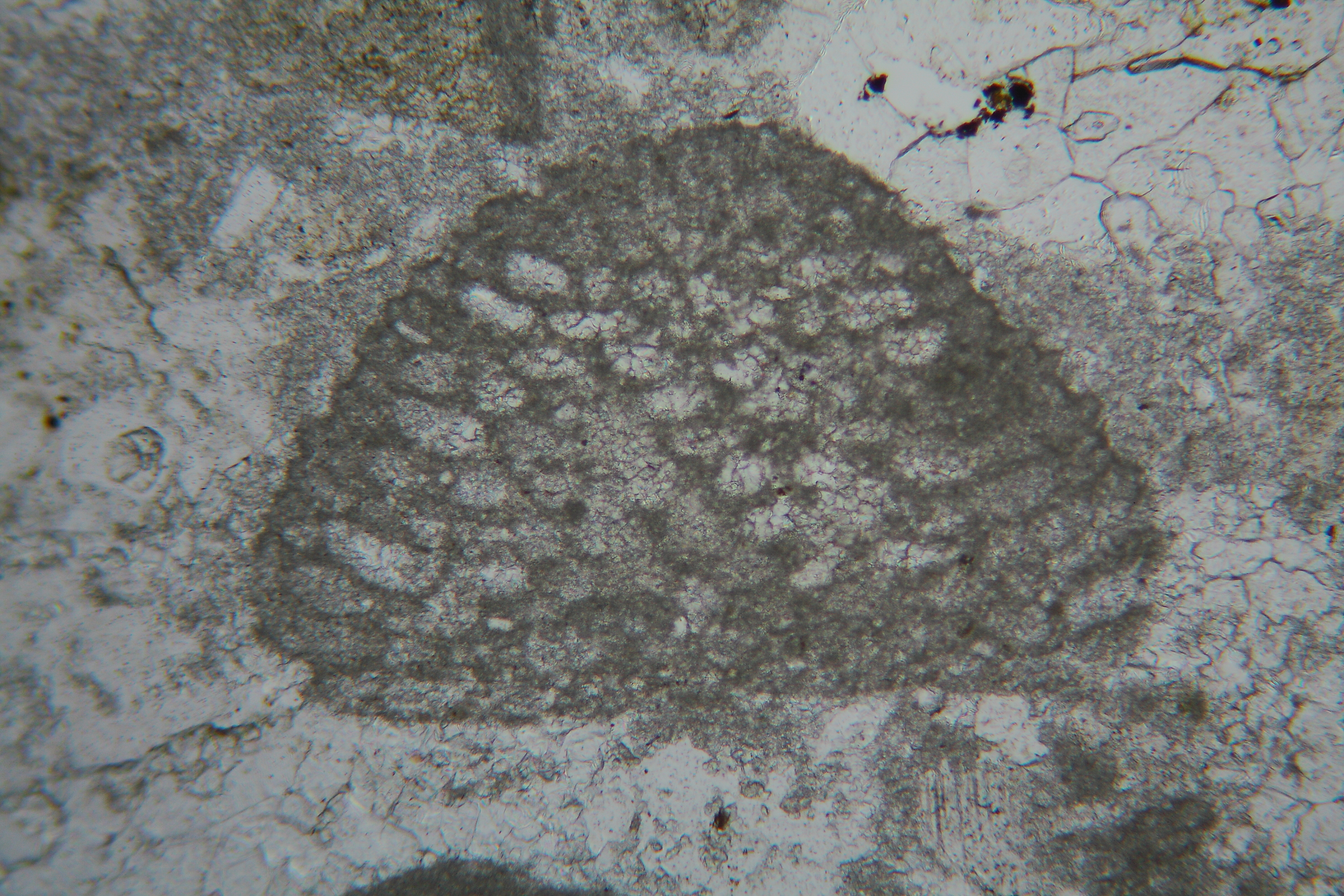
Dünnschliff durch ein Gehäuse einer Orbitolina – tangential durch den Bereich der Kammern

In der Branderfleck-Formation finden sich Ammoniten (meist schlecht erhalten), Muscheln wie z. B. Inoceramen und Schnecken (beispielsweise Vernedien). Die Biostratigraphie der Formation beruht jedoch vorrangig auf planktonischen Foraminiferen, die stellenweise sogar gesteinsbildend werden können. Neben planktonischen sind auch benthische Foraminiferen, Dasycladaceen, Rotalgen, vereinzelte Korallen und Nannofossilien vorhanden. Angeführt seien hier die Orbitolinen-Sandsteine mit Orbitolinen als Großforaminiferen.
Innerhalb der Formation konnte folgende Foraminiferen-Biozonierung etabliert werden (vom Hangenden zum Liegenden):
- elevata-Zone mit Globotruncana elevata – Campanium
- asymetrica-Zone mit Dicarinella asymetrica – Santonium
- concavata-Zone mit Dicarinella concavata – Coniacium
- primitiva-Zone mit Dicarinella primitiva
- schneegansi-Zone mit Marginotruncana schneegansi – Turonium
- helvetica-Zone mit Praeglobotruncana helvetica
- archaeocretacea-Zone mit Whiteinella archaeocretacea – Grenze Cenomanium/Turonium
- cushmani-Zone mit Rotalipora cushmani – Cenomanium
- reicheli-Zone mit Rotalipora reicheli
- brotzeni-Zone mit Rotalipora brotzeni

## Geochemie
Bei den Schwermineralen treten die Gehalte an Chloritoid, blauem Amphibol und Chromspinell ins Augenmerk, welche die Formation eindeutig von den Formationen der Gosau absetzen.

## Alter
Die Branderfleck-Formation setzt an der Typlokalität im Unteren Cenomanium vor knapp 100 Millionen Jahren ein und reicht bis ins Santonium (rund 85 Millionen Jahre) hinauf. Andernorts aber konnte die Branderfleck-Formation sogar bis ins Untere Campanium vor 80 Millionen Jahren verfolgt werden. In Niederösterreich reicht die Abfolge nur bis ins Turonium.

## Geotope
Die Typlokalität der Branderfleck-Formation ist unter der Nummer 777A038 als 5.000 Quadratmeter großes Geotop ausgewiesen. Weitere Geotope der Branderfleck-Formation finden sich unter der Nummer 777R032 auf der Hirschwang-Alpe östlich von Schwangau und unter der Nummer 189A042 bei Urschlau südwestlich von Ruhpolding.